# Düyərli (Tərtər)
Düyərli è un comune dell'Azerbaigian situato nel distretto di Tərtər. Conta una popolazione di 718 abitanti.